# Limanul Zmeica
Zmeica este un liman fluvio-maritim, greșit denumit lac. Coordonate: 44°40'16"N   28°50'46"E. Zmeica face parte din cele patru mai nordice dintre limanele Dobrogene (Razim, Golovița, Zmeica și Sinoe, formând Complexul Razim-Sinoe). Zmeica este inclus în rezervația naturală de Biosferă a Deltei Dunării (3446 km², dintre care 1145 km² sunt rezervație integrală), care face parte din patrimoniul mondial al UNESCO din 1991, fiind clasificată ca rezervație a biosferei la nivel național în România și ca parc național în taxonomia internațională a IUCN. Complexul lagunar Razim -Sinoe, lac ce are o suprafață de 119 kmp.
Limanele Zmeica, Razim și Sinoe fac parte din linia convențională ce șerpuiește intre Dunăre și Marea Neagră, străbătându-le pe acestea și Podișul Casimcei, linie care desparte județul Constanta de județul Tulcea.